# أغنية الإسكندر
أغنية الإسكندر (المعروفة أيضًا باسم قصيدة الإسكندر السريانية أو المترتبة) هي نص مسيحي سرياني مكتوب بين القرنين السادس والسبع من الميلاد يتعلق بالأساطير عن الإسكندر العظيم. كان يُسمى بشكل خاطئ تقريبا بالإجماع في تقليد المخطوطات إلى يعقوب من سيروغ (451-521) ، ولذلك، يشار أحيانا إلى المؤلف باسم جيكوب المنحول. كما يُعتقد حاليًّا أنه تم كتابته بعد ذلك وتأثرت من الأسطورة السريانية ألكسندر، وبالتالي فإن تاريخها مرتبط ارتباطًا وثيقًا بموعد تاريخ الأخير.
هناك فرضيتان رئيستان تتعلقان بالعلاقة بين الأغنية والأسطورة. تم اقتراح الأول في الأصل من ثيودور نولدكه ويؤكد أن الأغنية تعتمد نصيًا على الأسطورة. وقد اقترح فيلهلم بوسيت الاقتراح الثاني، حيث زعم أنه لا يوجد اعتماد مباشر؛ بل يشتركان في مصدر مشترك. اليوم، تحول الرأي العام نحو موقف نولدكه مع دفاعه عنه بواسطة راينينك، الذي وضع تاريخ الأغنية في 628-636، في السنوات التي تلت مباشرة تأليف الأسطورة والتي حدد تاريخها إلى حوالي 628. ومع ذلك، ظل كلا الموقفين مجرد خيارين. يعتمد تأريخ الأغنية عادةً على تأريخها بعد الأسطورة ، وهذا وضعها في السنوات التي أعقبت الحرب البيزنطية الساسانية في الفترة من 602 إلى 628 . ومع ذلك، فإن اقتراحًا حديثًا يرجع تاريخ الأسطورة إلى منتصف القرن السادس، ويرى بدوره أن الأغنية عبارة عن تأليف لبعض الوقت أثناء الربع الأخير من القرن السادس أو بعده.
نُشرت ترجمة إنجليزية وطبعة سريانية للنص بواسطة بودج في عام 1889.  الطبعة النقدية القياسية اليوم هي تلك التي نشرها جي جي رينينك في عام 1983.
في العصور القديمة، أدت الأغنية إلى ظهور ترجمة عربية معروفة من مخطوطتين. 

## الزخارف والموضوعات

### السمك وماء الحياة
تتحدث الأغنية عن أسطورة شعبية عن الإسكندر الأكبر معروفة أيضًا في رومانسية الإسكندر والتلمود ومصادر أخرى. في هذه الأسطورة، يسافر الإسكندر برفقة رفاقه بحثًا عن نافورة الحياة التي تمنح من يشربها الخلود. يلتقي برجل عجوز حكيم يخبره أنه قد يتمكن من التعرف على ماء الحياة عن طريق غسل الأسماك المملحة في الينابيع المتنوعة في منطقته. أحد طهاة ألكسندر، يدعى أندرو، هو أحد الأشخاص المكلفين بمهمة اختبار الينابيع. ويبدأ بغسل إحدى الأسماك في الماء. وفجأة، تنبض السمكة بالحياة وتهرب إلى الماء، وتسبح بعيدًا نحو النهر. يخشى الطاهي من أن هذا سوف يثير غضب الملك ألكسندر، لذا يحاول الإمساك به ولكن دون جدوى. يُعلم ألكسندر بالحدث، لكنه يخبره أيضًا أنه خلال حلقته، اكتشف نافورة الحياة. يسعد ألكسندر ويذهب للاستحمام في الماء، ولكن أثناء محاولته الاقتراب من الماء يدخل فجأة في وسط الظلام ولا يتمكن من الوصول إليه. يشعر الإسكندر بالحزن، ولكن الرجل العجوز الحكيم يعزيه؛ وفي هذه المرحلة تتحول القصة إلى الأسئلة التي طرحها الإسكندر على الرجل الحكيم والاستجابات التي تلقاها.   تستلهم هذه القصة من الأيقونات المسيحية ، حيث يتم تمثيل الاستحمام في النافورة في المصطلحات المعمودية ، وترمز السمكة إلى يسوع الذي قام من بين الأموات . 

## المخطوطات
الأغنية معروفة من خمس مخطوطات، والتي من المعروف أنها تنقسم إلى ثلاث مراجع:
- المراجعة 1:
  - باريس، المكتبة الوطنية الفرنسية. باريس السريانية 13. فولز. 177ر– 187ف. القرن الثامن عشر والتاسع عشر.
  - مجموعة مينجانا في سيلي أوك. برمنغهام مينجانا سير. 88. فولز. 16r–24v (مع عدم وجود 4 أوراق متبقية بعد الورقة 19). القرن الخامس عشر
  - برلين 169 (ساخاو 192). فولز. 65 فولت–99 فولت. من طور عابدين، القرن الثامن عشر.
- المراجعة 2:
  - المكتبة البريطانية. يضيف. 14624. فولز. 20 فولت–34 دورة. القرن التاسع
- المراجعة 3:
  - ب ن ف. باريس السريانية 243. فولز. 299 فولت. -318ر. مخطوطة مارونية من روما يعود تاريخها إلى سنة 1610.

وبدوره، أدى هذا النشيد إلى ظهور نسخة عربية معروفة أيضًا من مخطوطتين. 

## الطبعات
- جي جي رينينك، Das syrische Alexanderlied: Die drei Rezensionen (CSCO 454، SSyri 195 (نص)، CSCO 455، SSyri 196 (الترجمة الألمانية) ؛ لوفان: بيترز، 1983.

## طالع أيضًا
- قرون الإسكندر
- قصة الإسكندر السريانية

### الاستشهادات
1. ↑  Reinink، Gerrit J. (2003). "Alexander the Great in Seventh-Century Syriac 'Apocalyptic' Texts". Byzantinorossica. ج. 2: 150–178.
2. ↑  Nöldeke، Theodor (1890). Beiträge zur geschichte des Alexanderromans. University of Michigan. Wien, F. Tempsky. ص. 30–31.
3. ↑  Bousset, Wilhelm (1900). "Beiträge zur Geschichte der Eschatologie". Zeitschrift für Kirchengeschichte (بالألمانية). 20 (2). Archived from the original on 2024-03-22.
4. ↑  Reinink، Gerrit J. (2003). "Alexander the Great in Seventh-Century Syriac 'Apocalyptic' Texts". Byzantinorossica. ج. 2: 150–178.Reinink, Gerrit J. (2003). "Alexander the Great in Seventh-Century Syriac 'Apocalyptic' Texts". Byzantinorossica. 2: 150–178.
5. 1 2  Tesei 2023، صفحة 22.
6. ↑  E. A. Wallis Budge. The History of Alexander the Great, being the Syriac version of the Pseudo-Callisthenes (بالإنجليزية). pp. 163–200.
7. ↑  Monferrer-Sala, Juan Pedro (1 Jan 2011), "Chapter Three. Alexander The Great In The Syriac Literary Tradition", A Companion to Alexander Literature in the Middle Ages (بالإنجليزية), Brill, p. 45, DOI:10.1163/ej.9789004183452.i-410.24, ISBN:978-90-04-21193-3, Archived from the original on 2022-11-19, Retrieved 2024-03-25
8. 1 2  Reynolds، Gabriel Said (2018). The Qur'an and the Bible: text and commentary. New Haven, CT: Yale University Press. ص. 463–465. ISBN:978-0-300-18132-6.
9. ↑  Crone، Patricia (2016). Islam, the Ancient Near East and Varieties of Godlessness: Collected Studies in Three Volumes, Volume 3. Brill. ص. 67–68. ISBN:978-90-04-31931-8. مؤرشف من الأصل في 2024-06-18.
10. ↑  Monferrer-Sala, Juan Pedro (1 Jan 2011), "Chapter Three. Alexander The Great In The Syriac Literary Tradition", A Companion to Alexander Literature in the Middle Ages (بالإنجليزية), Brill, p. 45, DOI:10.1163/ej.9789004183452.i-410.24, ISBN:978-90-04-21193-3, Archived from the original on 2022-11-19, Retrieved 2024-03-25Monferrer-Sala, Juan Pedro (2011-01-01), "Chapter Three. Alexander The Great In The Syriac Literary Tradition", A Companion to Alexander Literature in the Middle Ages, Brill, p. 45, doi:10.1163/ej.9789004183452.i-410.24، ISBN 978-90-04-21193-3, retrieved 2024-03-25